# 월터 피라미드
월터 피라미드(영어: Walter Pyramid)는 미국 캘리포니아주 롱비치에 위치한 실내 경기장이다. WNBA 로스앤젤레스 스파크스의 2016년 플레이오프 2라운드과 2024년 정규시즌 홈경기장으로 사용했다.

## WNBA경기
| 날짜            | 팀1             | 스코어  | 팀2                   | 비교            |
| --------------- | --------------- | ------- | --------------------- | --------------- |
| 2016년 9월 28일 | 시카고 스카이   | 75 - 95 | 로스앤젤레스 스파크스 | 플레이오프 게임 |
| 2024년 5월 15일 | 애틀랜타 드림   | 92 - 81 | 로스앤젤레스 스파크스 | 정규시즌        |
| 2024년 5월 21일 | 워싱턴 미스틱스 | 68 - 70 | 로스앤젤레스 스파크스 | 정규시즌        |